# Юньань
Юньа́нь (кит. упр. 云安, пиньинь Yún'ān) — район городского подчинения городского округа Юньфу провинции Гуандун (КНР).

## История
Во времена империи Мин в 1577 году был создан уезд Дунъань (东安县). В 1914 году он был переименован в Юньфу (云浮县).
После вхождения этих мест в состав КНР был образован Специальный район Сицзян (西江区专), и уезд вошёл в его состав. В 1952 году Специальный район Сицзян был расформирован, и уезд перешёл в состав Административного района Юэчжун (粤中行政区). В конце 1955 года было принято решение о расформировании Административных районов, и в 1956 году уезд вошёл в состав нового Специального района Гаояо (高要专区). В ноябре 1958 года уезды Синьсин и Юньфу были объединены в уезд Синьюнь (新云县), который в апреле 1959 года был переименован в Синьсин (新兴县). В декабре 1959 года Специальный район Гаояо был переименован в Специальный район Цзянмэнь (江门专区). В 1961 году Специальный район Цзянмэнь был переименован в Специальный район Чжаоцин (肇庆专区). В апреле 1961 года из уезда Синьсин был вновь выделен уезд Юньфу. В 1970 году Специальный район Чжаоцин был переименован в Округ Чжаоцин (肇庆地区).
Постановлением Госсовета КНР от 7 января 1988 года округ Чжаоцин был преобразован в городской округ Чжаоцин.
В сентябре 1992 года уезд Юньфу был преобразован в городской уезд.
Постановлением Госсовета КНР от 4 апреля 1994 года городские уезды Лодин и Юньфу и уезды Юйнань и Синьсин были выделены из городского округа Чжаоцин в отдельный городской округ Юньфу; городской уезд Юньфу был при этом преобразован в район Юньчэн.
9 января 1996 года из района Юньчэн был выделен уезд Юньань (云安县).
Постановлением Госсовета КНР от 9 сентября 2014 года уезд Юньань был преобразован в район городского подчинения.

## Административное деление
Район делится на 7 уличных комитетов.